# آلبر ژوردا
آلبر ژوردا (فرانسوی: Albert Jourda‎؛ ۳۰ نوامبر ۱۸۹۲ – نامشخص) بازیکن فوتبال اهل فرانسه بود.
وی همچنین در تیم ملی فوتبال فرانسه بازی کرده‌است.